# Talehandling
En talehandling (engelsk: speech act) er et sprogligt udsagn der udfører en handling med ikke-sproglige konsekvenser. Talehandlingsteorien udvikledes af sprogfilosoffen J. L. Austin (1911–1960) midt i det tyvende århundrede. Han definerede talehandlinger som former for udsagn, der ikke blot refererer til virkeligheden, men som er handlinger, der udføres blot ved at sige noget. Et eksempel er fx at sige, at "isen er tynd derovre." Semantisk forstået er dette blot en beskrivelse af, hvor tykt noget is er, men den kan også forstås som en handling: en advarsel. Andre eksempler på sådanne handlinger er at love nogen noget, at navngive noget eller at erklære nogen for ægtefolk. Fælles for talehandlinger er at de ikke kan beskrives som sande eller falsk, men kun vurderes i forhold til, om de formår at udføre en handling.
I store dele af lingvistikkens og sprogfilosofiens historie har sprog primært været set på som en måde at referere til kendsgerninger, "fakta", og der har været en tendens til at ignorere andre måder at bruge sproget på. Men J.L. Austins arbejde førte til at filosoffer begyndte at blive mere opmærksomme på, hvordan sproget bruges i dagligdags aktiviteter. Hans student John Searle (født 1932) videreudviklede denne tilgang til sprogfilosofi. Adolf Reinach, den tyske fænomenolog havde i 1913 udviklet en teori om "sociale handlinger" der på mange måder mindede om Austin og Searle's senere arbejde. Studiet af talehandlinger udgør en del af pragmatikken, som igen er en del af lingvistikken.

## J.L. Austin
Austin skelner mellem lokutionære, illokutionære og perlokutionære beskrivelser af talehandlinger. En lokutionær beskrivelse fokuserer på fremsættelsen af en ytring, og dens tilsyneladende mening. En illokutionær beskrivelse fokuserer på ytringens intenderede virkning, mens det perlukotionære niveau beskæftiger sig med ytringens aktuelle virkning - uafhængigt af om en svarer til den intenderede.
En interessant type talehandling er performativer, udtryk som for eksempel Jeg udnævner Per til statsminister, Jeg dømmer dig til ti års fængsel eller Jeg lover at betale det tilbage. I disse udtryk bliver den handling som sætningen beskriver (udnævnelse, dom og løfte) udført ved sætningen selv; talehandlingen er den handling sætningen udfører. Som en kontrast til dette har vi perlokutionære handlinger som forårsager handlinger der ikke er de samme som det udtalte.